# Věra Stuchlíková
Věra Stuchlíková (* 28. prosince 1944) byla česká a československá politička Komunistické strany Československa a poslankyně Sněmovny lidu Federálního shromáždění za normalizace.

## Biografie
K roku 1986 se zmiňuje profesně jako předsedkyně JZD. Ve volbách roku 1986 zasedla za KSČ do Sněmovny lidu (volební obvod č. 76 - Rychnov nad Kněžnou, Východočeský kraj). Ve Federálním shromáždění setrvala do ledna 1990, kdy rezignovala na mandát v rámci procesu kooptací do Federálního shromáždění po sametové revoluci.